# Pat O'Hara Wood
Hector O'Hara Wood, detto Pat (Melbourne, 30 aprile 1891 – Melbourne, 3 dicembre 1961), è stato un tennista australiano.
È fratello di Arthur O'Hara Wood, vincitore degli Australasian Championships 1914.

## Carriera
Specialista sulle palle altezza spalla, che ribatteva vigorosamente per ottenere quasi sempre il punto, viene ricordato per le due vittorie agli Australian Open nel 1920 e nel 1923, nel secondo caso è riuscito a conquistare il trofeo senza cedere un set.
Nel doppio maschile ha vinto cinque titoli, quattro in Australia e uno a Wimbledon, mentre ne ha vinto uno nel doppio misto insieme a Suzanne Lenglen sempre nel torneo londinese.
In Coppa Davis ha giocato ventitré match con la squadra australiana vincendone diciassette.
Il 3 agosto 1923 si sposò con Meryl O'Hara Wood vincitrice di due titoli nel doppio femminile, con cui si impegnò a promuovere il tennis fino al 1950.

## Finali del Grande Slam

### Vinte (2)
| Anno | Torneo                       | Avversario in finale | Risultato               |
| 1920 | Australian Championships     | Ron Thomas           | 6–3, 4-6, 6-8, 6-1, 6-3 |
| 1923 | Australian Championships (2) | Bert St John         | 6–1, 6–1, 6-3           |